# Rummingen
Rummingen är en sjö i Kinda kommun i Östergötland och ingår i Motala ströms huvudavrinningsområde. Sjön har en area på 0,0635 kvadratkilometer och ligger 144,7 meter över havet. Sjön avvattnas av vattendraget Lillån.

## Delavrinningsområde
Rummingen ingår i det delavrinningsområde (642379-148904) som SMHI kallar för Mynnar i Storån. Medelhöjden är 179 meter över havet och ytan är 17,39 kvadratkilometer. Räknas de 3 avrinningsområdena uppströms in blir den ackumulerade arean 45,06 kvadratkilometer. Lillån som avvattnar avrinningsområdet har biflödesordning 4, vilket innebär att vattnet flödar genom totalt 4 vattendrag innan det når havet efter 150 kilometer. Avrinningsområdet består mestadels av skog (77 procent) och jordbruk (13 procent). Avrinningsområdet har 0,32 kvadratkilometer vattenytor vilket ger det en sjöprocent på 1,8 procent.